# دونباس أرينا

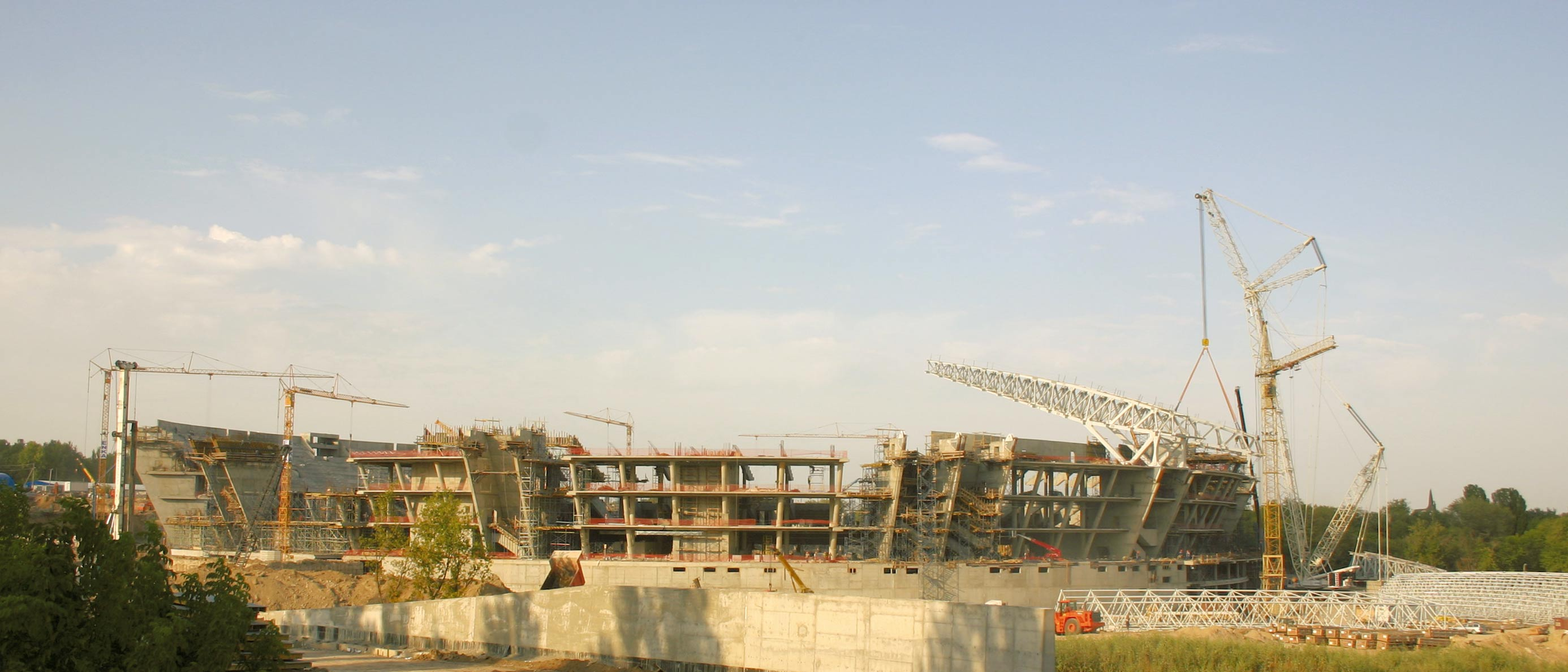
الملعب تحت الإنشاء عام 2007م

دونباس أرينا (بالأوكرانية: Арена Донбас) هو ملعب كرة قدم ذو أرضية مغطاة بالعشب الطبيعي، ويقع في دونيتسك بأوكرانيا، تم افتتاحف يوم 29 أغسطس 2009، حيث يقع الملعب في وسط المدينة، في حديقة كومسومول لينين.
لدى الملعب القدرة على استيعاب 52,518 متفرج ما يجعله ثاني أكبر ملاعب أوكرانيا بعد ملعب أولمبيسكي الوطني. يستضيف الملعب مباريات نادي شاختار دونيتسك وسيستضيف بعض مباريات في نهائيات كأس الأمم الأوروبية لكرة القدم 2012. بدأ العمل على بناء الملعب في 27 يونيو 2006 حتى تم افتتاحه يوم 29 أغسطس 2009، حيث بلغ تلكفته ما يقارب هريفنا أوكرانية أي ما يعادل 194 مليون يورو.

## وصلات خارجية
- الموقع الرسمي نسخة محفوظة 24 سبتمبر 2008 على موقع واي باك مشين.